# Xyronotus hubbelli
Xyronotus hubbelli is een rechtvleugelig insect uit de familie Xyronotidae. De wetenschappelijke naam van deze soort is voor het eerst geldig gepubliceerd in 1979 door Dirsh & Mason.